# 林少麟
林少麟（1960年—），綽號平頭，香港旅遊從業員聯會榮譽會長，2016年立法會選舉旅遊界功能界別候選人，但只得114票，以511票差距敗給競逐連任的候選人姚思榮。

## 生平
林少麟曾就讀旺角勞工子弟學校，15歲輟學任職售貨員，後來從事導遊工作。
他在2016年7月14日宣布參選旅遊界功能界別，表示會適當地批評政府關於旅遊事務的失誤，暫時也會支持梁振英繼續出任特首。他與另一候選人葉慶寧關係密切，視其為「親大佬」，唯如果葉慶寧參選他也不會退選。

## 外部連結
- 林少麟的Facebook專頁